# 국정조사권
국정조사권(國政調査權)은 국회가 주요 현안에 대해 진상규명과 조사를 할 수 있는 권한이다.
정기적으로 이루어지는 국정감사와 달리 비정기적으로 특정한 국정 사안에 대해 조사를 할 수 있는 권한을 말한다. 국정감사 및 국정조사 절차는 국회 재적의원 4분의 1 이상의 요구가 있을 때에 특별위원회 또는 상임위원회를 통해 조사를 시행하게 한다. 그 이후 조사요구서가 제출되면 국정조사를 시행할 특별위원회를 구성하거나 상임위원회에 회부하여 조사위원회를 확정한다. 조사위원회는 조사계획서를 본회의에 제출하고 본회의에서 승인이 되면 국정감사·조사를 실시한다. 국정감사나 국정조사에 출석한 증인은 위증과 관련한 법적 처벌을 받을 수 있다.
국정감사 또는 조사가 마치면 결과보고서를 국회의장에게 제출해야 하고 국회의장은 본회의에 보고해야 한다. 만약 보고서에 대한 시정사항이 있을 때 국회는 시정요구를 할 수 있고 정부 또는 해당 기관에 이송할 수 있다. 그러나 실제로는 결과보고서를 채택하기 어렵고 국정감사 또는 조사의 행태도 여당과 야당의 정파적 대립관계로 나타나는 경우가 많다는 점이 쟁점에 두고 있다.
국회재적의원 4분의 1 이상이 서명한 '국정조사요구서'가 국회에 제출되면 여·야가 협의, 국정조사위원회를 구성하게 된다. 국정조사는 해당 사안과 관련 있는 국회상임위원회에서 맡거나 별도의 특위를 구성해 실시하는 데 통상 특위에서 하는 경우가 많다.

## 같이 보기
- 국정감사권
- 청문회